# Ministère du Pétrole et des Minéraux
Pour les autres articles nationaux ou selon les autres juridictions, voir Ministère du Pétrole.
Le ministère du Pétrole et des Minéraux (arabe : وزارة النفط والمعادن) est le département ministériel du gouvernement yéménite chargé de veiller à la bonne gestion des ressources pétrolières et minérales du pays.

## Liste des ministres
| Début            | Fin             | Ministre                    | Gouvernement                                                                              |
| ---------------- | --------------- | --------------------------- | ----------------------------------------------------------------------------------------- |
| 28 juillet 2022  | En poste        | Saeed Sulaiman al-Shamasi   | Gouvernement Maïn Abdelmalek Saïd (2)                                                     |
| 18 décembre 2020 | 28 juillet 2022 | Abdulsalam Abdullah Baaboud | Gouvernement Maïn Abdelmalek Saïd (2)                                                     |
| 2017             | 2020            | Aws al-Awd                  | Gouvernement Ahmed ben Dagher Gouvernement Maïn Abdelmalek Saïd (1)                       |
| 09 novembre 2014 | 2017            | Mohamed Abdullah Nahban     | Gouvernement Khaled Bahah (1) Gouvernement Khaled Bahah (2) Gouvernement Ahmed ben Dagher |

## Annexe